# کنت مونت کریستو (فیلم ۲۰۰۲)
کنت مونت کریستو (انگلیسی: The Count of Monte Cristo) یک فیلم ماجراجویی بریتانیایی به کارگردانی «کوین رینولدز» است که در سال ۲۰۰۲ منتشر شد. این فیلم، دهمین اقتباس سینمایی از رمان کنت مونت-کریستو اثر الکساندر دوما است.

## بازیگران
- جیمز کاویزل
- گای پیرس
- ریچارد هریس
- جیمز فرین
- لوئیس گازمن
- میکائیل وینکات
- هنری کویل
- هلن مک‌کروری
- داگمارا دومینچیک
- البی وودینگتون
- الکس نورتون
- پاتریک گادفری
- فردی جونز
- کریستوفر آدامسون
- ژان بِنوآ بلان

## موسیقی متن
موسیقی متن رسمی فیلم کنت مونت کریستو توسط ارکستر متروپولیتن لندن اجرا شده و ساخت و رهبری آن را ادوارد شیرمور به عهده داشته‌است.